# Zbór Kościoła Zielonoświątkowego „Oaza” w Lublinie
Zbór Kościoła Zielonoświątkowego „Oaza” w Lublinie – największy zbór ewangelikalny w Lublinie, będący chrześcijańską społecznością protestancką o charakterze zielonoświątkowym. Należy do okręgu wschodniego Kościoła Zielonoświątkowego w RP.

## Działalność
Główne nabożeństwo zboru odbywa się każdej niedzieli o godz. 10.30. W pierwszą niedzielę każdego miesiąca zbór obchodzi pamiątkę Wieczerzy Pańskiej (pod obiema postaciami). Nabożeństwo niedzielne dzieli się na dwie zasadnicze części. Podczas pierwszej wierni uwielbiają Boga poprzez modlitwy i radosny śpiew przy akompaniamencie różnych instrumentów muzycznych (m.in. fortepianu, gitary, bębnów, perkusji itp.). Towarzyszy temu spontaniczne wyrażanie wdzięczności dla Boga poprzez klaskanie, wznoszenie rąk, czy taniec. Podczas nabożeństw dochodzi do manifestacji charyzmatycznych, w postaci mówienia językami, proroctwa, czy uwalniania od demonów. Drugą część nabożeństwa stanowi kazanie wygłoszone w oparciu o Pismo Święte. Podczas nabożeństw czytana jest Biblia. Równolegle do niedzielnego nabożeństwa organizowane są zajęcia dla dzieci w ramach szkółki niedzielnej.
Oprócz głównego nabożeństwa, zbór spotyka się również na nabożeństwie w środę o godz. 18.00. Przy zborze działa Duszpasterstwo Akademickie „Petra” oraz Szkoła Biblijna „EuroMission”. Misją szkoły jest przygotowanie wiernych do służby ewangelizacji, głoszenia Słowa, rozwijania darów duchowych i zakładania nowych zborów. Zjazdy w lubelskiej filii szkoły odbywają się raz w miesiącu (w soboty) w Lublinie i Terespolu. W zborze przez półtora roku do jesieni 2008 odbywały się próby lubelskiego chóru gospelowego „Gospeople” („ludzie ewangelii”). Przy zborze działa również punkt katechetyczny.

## Dom modlitwy
Zbór posiada własny, wolnostojący dom modlitwy, znajdujący się na rogu ulicy Tatarskiej oraz przelotowej drogi krajowej nr 17 (al. Tysiąclecia). Jest to największy ewangeliczny dom modlitwy w Lublinie.

## Historia
Zbór powstał w 1989 roku. W 1995 roku prezydent miasta Lublina Paweł Bryłowski przekazał w kilkuletnie użytkowanie lokal przy ulicy Kalinowszczyzna 52. W tym też roku przyznano działkę przy ulicy Tatarskiej. Obecnie zbór liczy 130 członków i jest największym ewangelikalnym zborem w Lublinie.
Duży wpływ na rozwój zboru, a także na jego charakter i styl nabożeństw miał kontakt z „Ambasadą Bożą” pastora Sundaya Adelaja w Kijowie.